# Barrage de Bakun
Le barrage de Bakun est le barrage le plus haut de Malaisie. Il est construit sur la rivière Balui (en), affluent du fleuve Rajang, dans l'état de Sarawak, en Malaisie orientale, sur l'île de Borneo. En service depuis 2012, il est essentiellement destiné à la production hydroélectrique, avec une puissance installée de 2 400 MW, la plus importante des barrages de Malaisie.
Sa construction a suscité une vive controverse environnementale, du fait des très lourds impacts du barrage et de son lac de retenue sur la forêt tropicale de Bornéo et ses habitants.

## Histoire
Le barrage est intégralement détenu et opéré par Sarawak Hidro, entreprise publique dépendant du ministère des finances malaisien.

## Caractéristiques
Il s'agit d'un barrage en enrochement à masque en béton. Long de 750 mètres et haut de 205 m, il s'agissait à sa livraison du troisième plus haut barrage de ce type dans le monde. Sa structure atteint un volume de 16,75 millions de m3. Il est équipé d'un déversoir de crue d'une capacité de 15 000 m3/s.
La mise en eau du barrage a donné naissance à un grand lac de barrage, vaste de près de 700 km² (la superficie de Singapour) pour un volume de 43,8 km3.
Il est associé à une centrale hydroélectrique d'une puissance installée de 2 400 MW, la plus importante de Malaisie. Sa mise en service en 2012 a pratiquement multiplié par deux la puissance hydroélectrique totale du pays. La centrale est dotée de 8 turbines Francis à axe vertical de 300 MW chacune, fournies par General Electric,. Sa production électrique moyenne s'élève à 16 785 GWh/an.

## Impacts environnementaux et sociaux
Environ 69 700 ha de jungle ont été engloutis par la mise en eau du barrage, nécessitant l'évacuation de 10 000 habitants, appartenant pour la plupart à des communautés indigènes autchtones, et la destruction d'écosystèmes abritant de nombreuses espèces rares et endémiques.